# Oleg Stoyanovskiy
Oleg Vladislavovich Stoyanovskiy em russo:Олег Владиславович Стояновский;(Moscou, 26 de setembro de 1996) é um jogador de vôlei de praia russo que conquistou a medalha de ouro nos Jogos Olímpicos de Verão da Juventude de 2014 na China e medalhista de prata nos Jogos Olímpicos de Verão de 2020.

## Carreira
Em 2013 disputou com Artem Yarzutkin sagrou-se campeão do Campeonato Europeu de Vôlei de Praia Sub-18 sediado em Molodechno e participaram também neste ano da edição do Campeonato Mundial de Vôlei de Praia Sub-19 realizada em Porto ocasião que terminaram na nona.
Em 2014 representou o país ao lado de Artem Yarzutkin na edição dos Jogos Olímpicos da Juventude  realizados em Nanquim, China, ocasião que conquistaram a medalha de ouro.
No Circuito Mundial de 2016 conquistou ao lado de Artem Yarzutkin  a primeira medalha, ao terminara com o vice-campeonato no Aberto de Ilha Kish e neste mesmo torneio e lugar alcançaram o terceiro lugar no ano de 2017, mesmo posto obtido no Aberto de Moscou, ambas na categoria tres estrelas, além do quarto lugar no Major Series de Porec, categoria cinco estrelas.Ainda em 2017 conquistaram o título do Campeonato Europeu de Vôlei de Praia Sub-22 em Baden.
No Circuito Mundial de 2018 passa competir com Igor Velichko conquistaram o vice-campeonato no Aberto de Doha, categoria quatro estrelas, neste mesma categoria conquistou seu primeiro ouro no Aberto de Xiamen e o bronze no Aberto de Moscou.Na temporada de 2019 passa a competir com Viacheslav Krasilnikov e conquistaram o segundo lugar no Aberto de Yangzhou, o terceiro lugar no Aberto de Las Vegas, os título do Aberto de Haia e Xiamen, além do quarto lugar no Aberto de Ostrava, todos na categoria quatro estrelas.
Nos Jogos Olímpicos de Verão de 2020 conquistou a medalha de prata após perder a final para a dupla norueguesa Mol e Sørum.

## Títulos e resultados
- Torneio 4* do Aberto de Xiamen do Circuito Mundial de Vôlei de Praia:2019
- Torneio 4* do Aberto de Haia do Circuito Mundial de Vôlei de Praia:2019
- Torneio 4* do Aberto de Xiamen do Circuito Mundial de Vôlei de Praia:2018
- Torneio 4* do Aberto de Yangzhou do Circuito Mundial de Vôlei de Praia:2019
- Torneio 4* do Aberto de Doha do Circuito Mundial de Vôlei de Praia:2018
- Aberto de Kish do Circuito Mundial de Vôlei de Praia:2016
- Torneio 4* do Aberto de Las Vegas do Circuito Mundial de Vôlei de Praia:2019
- Torneio 4* do Aberto de Moscou do Circuito Mundial de Vôlei de Praia:2018
- Torneio 3* do Aberto de Moscou do Circuito Mundial de Vôlei de Praia:2017
- Torneio 3* do Aberto de Kish do Circuito Mundial de Vôlei de Praia:2017
- Torneio 5* do Major Series de Porec do Circuito Mundial de Vôlei de Praia:2017
- Torneio 4* do Aberto de Ostrava do Circuito Mundial de Vôlei de Praia:2019